# 高亮 (襄城王)
高亮（550年代—?），南北朝人，字彦道，北齐孝昭帝高演的次子，母桑嬪。

## 生平
天保二年（551年），高亮的八叔襄城王高淯去世，无子，廢帝高殷於乾明元年（560年）二月下詔以高亮过继给高淯，襲爵为襄城王。高亮性格恭孝、儀表風度受人讚美，喜好文学。为徐州刺史时，因为夺商人财物而免官。齐后主高纬败于北周奔邺，高亮跟从，迁兼太尉、太傅。周军入邺，高亮在启夏门拒守。诸军都不战而败，周军在各个城门进城时，高亮军才退走。高亮进入太庙行马内，大哭拜辞，然后被周军所擒。入长安，周武帝宇文邕依例授他仪同，分配远边，在龙州去世。

## 兒子
高白澤，出繼高百年